# ناتالی ویرین
 ناتالی ویرین (ایتالیایی: Nathalie Viérin؛ زادهٔ ۱۳ دسامبر ۱۹۸۳) یک تنیس‌باز اهل ایتالیا است.